# Toller Cranston
Toller Shalitoe Montague Cranston, OC (* 20. April 1949 in Hamilton, Ontario; † um den 24. Januar 2015 in San Miguel de Allende, Mexiko) war ein kanadischer Eiskunstläufer, der im Einzellauf startete.

## Biographie
Cranston wurde 1949 im kanadischen Hamilton geboren und wuchs in Kirkland Lake auf. Im Alter von sechs Jahren begann er mit dem Eiskunstlaufen. Bei seinen ersten nationalen Meisterschaften 1968 verfehlte er die Nominierung für die Olympischen Winterspiele in Grenoble. Seine Trainerin Ellen Burka schaffte es aber, ihn zu motivieren.
Er war von 1971 bis 1976 kanadischer Meister im Eiskunstlauf. 1975 war er Kanadas Sportler des Jahres, 1977 erhielt er den Order of Canada. Obwohl er wegen seiner Schwächen im Pflichtprogramm nie Weltmeister oder Olympiasieger wurde, erhielt er regelmäßig Bestnoten im Kürprogramm, bei dem er durch seinen ausdrucksstarken Vortrag überzeugte. Zusammen mit John Curry hob er das Eiskunstlaufen auf ein neues künstlerisches Niveau.
Cranstons einzige Medaillen bei großen internationalen Turnieren waren zwei Bronzemedaillen. Die errang er bei der Weltmeisterschaft 1974 in München sowie bei den Olympischen Winterspielen 1976 in Innsbruck. In München wurde er wie ein Weltmeister gefeiert. Im Alter von 27 Jahren wurde er Profi und trat auch als Choreograph von Eisrevuen in Erscheinung. 1980 und 1982 erhielt er dafür die Goldene Rose von Montreux. Außerdem arbeitete er als Fernsehkommentator.
Er trat in zahlreichen Eiskunstlauffilmen und TV-Specials auf, wie Stars on Ice (1980/81), Strawberries on Ice (1982) und Die Eisprinzessin (1996) mit Katarina Witt.
Nach seinem Abschied vom Sport lebte Cranston in San Miguel de Allende in Mexiko und betätigte sich als Maler und Illustrator. Seine Bilder drehen sich thematisch oft um das Eiskunstlaufen. Seine Werke wurden in zahlreichen Ausstellungen gezeigt. Cranston hat auch drei Bücher veröffentlicht, davon zwei autobiografische, die er zusammen mit Martha Lowder Kimball verfasste. In seiner zweiten Autobiografie When Hell Freezes Over: Should I Bring My Skates? behauptet Cranston, während der Weltmeisterschaft 1973 eine Affäre mit Ondrej Nepela gehabt zu haben, die seine sportliche Leistung stark beeinflusst habe.
Am 24. Januar 2015 wurde er in seinem Haus in San Miguel de Allende tot aufgefunden.

## Ergebnisse
| Wettbewerb / Jahr          | 1969 | 1970 | 1971 | 1972 | 1973 | 1974 | 1975 | 1976 |
| -------------------------- | ---- | ---- | ---- | ---- | ---- | ---- | ---- | ---- |
| Olympische Winterspiele    |      |      |      | 9.   |      |      |      | 3.   |
| Weltmeisterschaften        |      | 13.  | 11.  | 5.   | 5.   | 3.   | 4.   | 4.   |
| Kanadische Meisterschaften | 3.   | 2.   | 1.   | 1.   | 1.   | 1.   | 1.   | 1.   |

## Bücher
Zusammen mit Martha Lowder Kimball schrieb Toller Cranston mehrere Bücher über Eiskunstlauf:
- Zero tolerance: an intimate memoir by the man who revolutionized figure skating. Toronto 1997, ISBN 0-7710-2334-0
- When hell freezes over, should I bring my skates? Toronto 2000, ISBN 0-7710-2336-7
- Ice cream: thirty of the most interesting skaters in history. Toronto 2002, ISBN 0-7710-2332-4